# Psytron
Psytron — компьютерная игра для платформ ZX Spectrum и Commodore 64, выпущенная Beyond Software в 1984 году.

## Игровой процесс
Игрок принимает на себя роль Псайтрона — суперкомпьютера, управляющего колонией на планете Бетула-5. Псайтрон должен защитить колонию от постоянно атакующих её инопланетян.
Колония на Бетуле-5 состоит из одиннадцати модулей, связанных друг с другом кольцеобразным центральным коридором. Доступ к модулям из центрального коридора обеспечивается восемью воздушными шлюзами. Псайтрон размещён в центре кольца, образованного коридором, что даёт ему круговой обзор. Всего в игре есть десять экранов, отображающих все модули и воздушные шлюзы. Игрок может свободно переключаться между ними.
Инопланетные корабли выглядят как типичные «летающие тарелки». Они появляются на горизонте и постепенно приближаются к базе. Подлетев достаточно близко, корабль сбрасывает либо робота-диверсанта (трёхногое механическое существо, отдалённо напоминающее собаку), либо бомбу. Диверсанты сбрасываются в центральный коридор и идут к ближайшему воздушному шлюзу, чтобы там взорваться и повредить его. Бомба повреждает модуль в случае прямого попадания в него, однако может упасть и в пустынной местности. Некоторые корабли инопланетян не сбрасывают ничего, а просто кружат некоторое время на горизонте и улетают.
Игровой процесс заключается в том, что игрок должен отражать атаки инопланетян в течение определённого времени, сохраняя работоспособность Псайтрона. После истечения заданного времени игра определяет эффективность действий игрока (в процентах). Всего в игре есть шесть уровней; игра подсчитывает среднюю эффективность пяти последних прохождений уровня, и если она выше заданной, то игрок допускается на следующий уровень.
Первый уровень — корабли инопланетян сбрасывают в основном диверсантов. Игрок, управляя дроидом-преследователем (Pursuit Droid), должен отлавливать и уничтожать диверсантов в центральном коридоре, не допуская их проникновения в воздушные шлюзы. Для уничтожения диверсанта необходимо попасть ему точно в голову; это осложняется тем, что прицел дроида неподвижен, и нужно дождаться момента, когда голова диверсанта сама окажется в нём. Дроид может перемещаться по коридору обычным путём или мгновенно телепортироваться на любой экран.
Второй уровень — корабли инопланетян сбрасывают бомбы. Игрок должен уничтожать корабли до того, как они отбомбятся.
Третий уровень — с этого момента фактически начинается настоящая игра. Игрок должен одновременно уничтожать корабли и охотиться за диверсантами. В его распоряжение поступает мощное оружие — дисраптор (Disruptor), уничтожающий все корабли инопланетян в пределах одного экрана. При каждом использовании дисраптора есть 10-процентная вероятность, что он взорвётся и станет непригоден для дальнейшего использования.
Четвёртый уровень — в игру вводится обслуживающий персонал базы. Всего на базе находятся 288 человек, которых игрок теперь может использовать для ремонта повреждённых модулей и шлюзов. Каждый модуль определённым образом влияет на функционирование базы. Например, при повреждении топливного склада уменьшается количество находящегося там топлива, которое необходимо для стрельбы по кораблям инопланетян и использования тактической паузы (Freezetime); при серьёзном повреждении кислородного блока обслуживающий персонал начнёт умирать от недостатка воздуха, и так далее. Для поддержания базы в работоспособном состоянии требуется как минимум 200 человек.
Пятый уровень — добавляется возможность получать предметы снабжения через космический док (The Docking Bay).
Шестой уровень — последний бой (The Final Conflict). Задача — отражать налёты инопланетян в течение часа. Согласно руководству пользователя, 15 минут игры на этом уровне — средний результат, 25 минут — хороший, 45 минут и более — выдающийся.
Поскольку игра считалась достаточно сложной и продолжительной, в ней присутствует возможность сохранения текущего состояния на магнитной ленте.

## Отзывы
Psytron была встречена положительными отзывами игровой прессы. Все издания отмечали очень хорошую для своего времени графику. В игре использовались всего два цвета — голубой и жёлтый, но это был единственный способ обойти технические ограничения, существовавшие на Спектруме. Впрочем, один из обозревателей назвал использование цветов «почти идеальным».
CRASH: «Озадачивающая, увлекательная и сложная — вот слова, которые описывают эту игру». Общая оценка — «…в целом захватывающая дух и ошеломляющая».
Personal Computer Games: «Многие игры, которые пытаются сочетать аркадный экшн с замысловатой стратегией, терпят полный провал. Psytron выделяется тем, что его многочисленные [геймплейные] элементы убедительно связаны между собой». Журнал отметил, что Psytron является игрой не для всех и вряд ли подойдёт игрокам, предпочитающим быстрые экшены.
Sinclair User озаглавил свою рецензию на игру «Beyond Praise» — игра слов, которая переводится как «Вне всяких похвал» и одновременно является отсылкой к фирме Beyond. Он писал: «Аркадные игры с кораблями пришельцев и дроидами-разрушителями сделали новый шаг вперёд с выходом Psytron от Beyond». Говоря о сложности игры, журнал с иронией заметил: «Если кто-то сумеет [продержаться на шестом уровне в течение часа], он может устроиться управлять центральными оборонительными системами НАТО… или оказаться в тюрьме как потенциальная угроза обществу».
В журнале Your Spectrum за сентябрь 1984 года Psytron был представлен в разделе «Хит месяца». По отзыву одного из рецензентов, «Идея просто замечательна, и [в игре] происходит столько всего, что она не может наскучить».
Критика игры была высказана в журнале CRASH за апрель 1985 года. Обозреватели, не участвовавшие в написании прошлогодней рецензии, отметили, что игровой процесс медленный и несколько монотонный: «…игра начинается довольно скучно, и требуется определённое время, чтобы достичь более захватывающих уровней».

## Дополнительные факты
- Psytron была создана двумя людьми — Полом Войси и Тайо Олову (выходцем из Нигерии). Это была их первая компьютерная игра. Согласно сайту World of Spectrum, Войси и Олову не разработали больше ни одной игры для ZX Spectrum. Известно, что через какое-то время после выхода Psytron они основали фирму Nexus[9], которая во второй половине 1980-х годов выступила издателем нескольких игр на разных платформах, в том числе и на ZX Spectrum.
- Разработка игры продолжалась почти семь месяцев[10].
- В программном коде игры спрятана поэма, посвящённая некой Фионе[11].
- В 1984 году инструкции, прилагавшиеся к компьютерным играм, обычно были весьма короткими. К Psytron прилагалось довольно необычное для того времени 20-страничное руководство пользователя.
- Фирмой Beyond Software был объявлен конкурс: первому игроку, который сумел бы продержаться на шестом уровне Psytron в течение часа, был обещан компьютер Sinclair QL. Если бы такой игрок не появился до 30 ноября 1984 года, то приз должен был достаться игроку с наилучшим результатом. Победителем конкурса стал Майкл Вуд из Эксетера, продержавшийся час на последнем уровне[12].